# 鄭夢弼 (実業家)
鄭 夢弼（チョン・モンピル、朝鮮語: 정몽필、1934年12月11日 - 1982年4月29日）は、大韓民国の実業家。
本貫は河東鄭氏。

## 学歴
- 1952年：ソウル商業高等学校（現：京畿商業高等学校） 卒業
- 1956年：延世大学校 経営学 学士
- 1961年：延世大学校 経営大学院 MBA

## 生涯
1934年12月11日、日本統治時代の朝鮮で江原道の通川郡にて、鄭周永（父）と邊仲錫（母）の子らの長男として生まれた。
結婚後10年目にして事業を始めたが、家族と共に渡英した。 3年後に帰国し、仁川製鉄（現：現代製鉄）の社長に就任して在職していたが、就任1年4か月目の1982年4月29日、慶尚北道金泉の京釜高速道路でトレーラーに追突し、その際に発生したエンジンからの火災に巻き込まれ48歳で死去した。